# Tord Bonde (Röriksson)
Tord Röriksson Bonde, född 1300-talet, död 1417, var en svensk riddare och riksråd samt herre till Penningby. 

## Biografi
Tord Bonde var son till riksrådet Rörik Tordsson (Bonde) och Märta Gisledotter (Sparre av Aspnäs). Hans nämns förförsta gången i bevarade handlingar 8 november 1374.
Den 8 september 1378 utfärdade han i Raseborg ett brev där hans vapensköld syns mycket tydligt och där hans svärfars namn, Nils Kettilsson (Vasa) nämns:
| ” | Tord Bonde erkänner i öppet brev att han av Nils Kettilsson och dennes hustru Kristina Jonsdotter mottagit 13 öresland jord i Norsa i Norrsunda socken, 13 öresland jord i Skalmsta i Skånela socken, 12 öresland jord i Norrby i Vidbo socken, 9 öresland jord i Bergby i samma socken och 4 ½ örtugland jord i Räfsta i S:t Olofs socken i Sigtuna som ersättning för en skuld på 150 mark lödigt silver. Egendomarna har upplåtits i enlighet med landslagen, och Tord har makarnas öppna brev (DS nr 9337) därpå. Han överlåter nu egendomarna till sin hustru Ramborg. För den händelse Ramborg barnlös överlever sin make ska dessa egendomar vara hennes. Om hon däremot avlider barnlös före sin make återgår de, utan möjlighet till återköp, till Nils Kettilsson och hans hustru Kristina, för den stora kärlek och välvilja som de visat utfärdaren och som han ännu hoppas på. Utfärdaren beseglar tillsammans med riddaren Erengisle Nilsson. | „ |

Tord Röriksson Bonde var Bo Jonsson (Grip)s fogde i Finland och insattes bland dennes testamentsexekutorer, vilka hade till uppgift att skydda hans gods mot kung Albrekts indragningsplaner. Tord biträdde vid inkallandet av drottning Margareta till hjälp mot Albrekt, och begagnades han henne särskilt i uppdrag i Finland. 1403 utsågs han till hövitsman på Viborgs slott.
Wilhelm Gumælius roman Thord Bonde (1828) har som underrubrik Slutet af konung Albrechts regering.

### Familj
Bonde gifte sig före 9 oktober 1376 med Ramborg Nilsdotter (Vasa), dotter till härshövdingen Nils Kettilsson (Vasa) och Christina Jonsdotter (Rickebyätten). De fick tillsammans barnen riddaren Knut Tordsson (Bonde) (död 1413), lagmannen Karl Tordsson (Bonde) i Västmanlands lagsaga och dottern Tordsdotter (Bonde) som var gift med lagmannen Ivar Nilsson (Ivar Nilssons ätt).